# Gelindo Mattiazzo
Gelindo Mattiazzo (Jundiaí, 14 de janeiro de 1899 – São Paulo, 31 de outubro de 1941) foi um futebolista brasileiro que atuava como médio-direito (atualmente lateral-direito) e consagrou-se pelo Corinthians.

## História
Gelindo estreou no Corinthians no dia 9 de abril de 1922 na vitória por 6 a 1 contra o Sírio, em jogo válido pela Taça Sacadura-Coutinho, uma homenagem aos aviadores Sacadura Cabral e Gago Coutinho.
Gelindo fez parte da equipe que conquistou o primeiro tricampeonato paulista da história do clube, em 1922, 1923 e 1924. Ao todo disputou 135 jogos pelo Corinthians, no período de 1922 a 1928.

## Títulos
Corinthians
- Campeonato Paulista: 1922, 1923, 1924, 1927

Seleção Paulista
- Campeonato Brasileiro de Seleções Estaduais: 1922

## Ligações Externas
- Antonio Carlos Napoleão, Roberto Assaf e Confederação Brasileira de Futebol (2006). Seleção brasileira: 1914-2006. Rio de Janeiro: Mauad Editora Ltda. p. 216. 403 páginas. ISBN 9788574781860